# Tallapoosa (Geòrgia)
Tallapoosa /tæləˈpuːsə/ és una ciutat al comtat de Haralson, Geòrgia (Estats Units); amb una població era de 3.170 en el cens de 2010, davant dels 2.789 del cens del 2000.

## Història
L'Assemblea General de Geòrgia va incorporar Tallapoosa com a poble (town) el 1860. La comunitat pren el seu nom del riu Tallapoosa.

## Geografia
Tallapoosa és a la part occidental del comtat de Haralson al nord-oest de Geòrgia. Les seves coordenades geogràfiques són 33° 45′ N, 85° 17′ O / 33.750°N,85.283°O (33,7437, -85,2879).
La ruta nord-americana 78 i la ruta estatal de Geòrgia 100 són les principals carreteres que travessen la ciutat. La US 78 travessa la ciutat d'est a oest prenent el nom d'Atlanta Street, dirigint-se al sud-est 7 mi (11 km) fins a Waco (Geòrgia) i a l'oest 9 mi (14 km) fins a Fruithurst, Alabama. La GA-100 travessa la ciutat de nord a sud simultàniament amb la US 78, dirigint-se al nord 21 mi (34 km) fins a Cedartown i al sud 16 mi (26 km) fins a Bowdon. La Interestatal 20 passa uns 5 mi (8.0 km) al sud del centre de la ciutat, amb accés des de la sortida 5 (GA-100). I-20 condueix a l'est 58 mi (93 km) fins a Atlanta i l'oest 99 mi (159 km) fins a Birmingham (Alabama).
Segons l'Oficina del Cens dels Estats Units la ciutat té una superfície de 10.0 milles quadrades (26.0 km2), de les quals 0.03 milles quadrades (0.07 km2), o el 0,27%, estan cobertes per les aigües.

## Demografia

### Cens del 2020
| carrera                        | Núm.  | Perc.  |
| ------------------------------ | ----- | ------ |
| Blanc (no hispà)               | 2.895 | 89,71% |
| Negre o afroamericà (no hispà) | 159   | 4,93%  |
| Natiu americà                  | 7     | 0,22%  |
| asiàtic                        | 18    | 0,56%  |
| Altres/mixtes                  | 112   | 3,47%  |
| hispà o llatí                  | 36    | 1,12%  |

Segons el cens dels Estats Units del 2020, la ciutat tenia 3.227 llars, 1.368 habitatges, i 789 famílies.

### Cens de l'any 2000
Segons el cens del 2000, la ciutat tenia 2.789 habitants, 1.187 llars, i 764 famílies. La densitat de població era de 375,6 habitants per milla quadrada (144,9/km 2). Hi havia 1.334 unitats d'habitatge amb una densitat mitjana de 179,7 per milla quadrada (69,3/km 2). La composició racial de la ciutat era 91,18% blancs, 6,63% afroamericans, 0,22% nadius americans, 0,90% asiàtics, 0,07% d'altres races i 1,00% de dues o més races. Els hispans o llatins de qualsevol raça eren el 0,32% de la població.
Dels 1.187 habitatges en un 28,3% hi vivien menors de 18 anys, en un 46,3% hi vivien parelles casades, en un 14,9% dones solteres i en un 35,6% no eren unitats familiars. En el 32,3% dels habitatges hi vivien persones soles el 16,4% de les quals corresponien a persones de 65 anys o més que vivien soles. El nombre mitjà de persones vivint en cada habitatge era de 2,34 i el nombre mitjà de persones que vivien en cada família era de 2,95.
A la ciutat s'hi registraren les següents proporcions de classes d'edat: un 24,7% tenia menys de 18 anys, un 7,5% entre 18 i 24, un 26,2% entre 25 i 44, un 23,8% entre 45 i 60 i un 17,7% 65 anys o més. La mitjana d'edat era de 38 anys. Per cada 100 dones hi havia 81,3 homes. Per cada 100 dones de 18 o més anys hi havia 79,6 homes.
La renda mediana per habitatge era de 29.938 $ i la renda mediana per família de 37.401 $. Els homes tenien una renda mediana de 34.102 $ mentre que les dones 21.130 $. La renda per capita de la població era de 15.302 $. Aproximadament el 12,8% de les famílies i el 19,4% de la població estaven per davall del llindar de pobresa, incloent el 25,0% dels menors de 18 anys i el 26,9% dels 65 o més.